# Enfonvelle
Enfonvelle est une commune française située dans le département de la Haute-Marne, en région Grand Est.

## Géographie
Le village est le point le plus à l'Est de la région Champagne-Ardenne.
| Fresnes-sur-Apance |                            | Châtillon-sur-Saône Vosges    |
|                    | Enfonvelle                 | Jonvelle Haute-Saône          |
| Melay              | Blondefontaine Haute-Saône | Villars-le-Pautel Haute-Saône |

### Hydrographie
La commune est dans le bassin versant de la Saône au sein du bassin Rhône-Méditerranée-Corse. Elle est drainée par l'Apance, le ruisseau de la Jacquenelle, la Fontaine l'Oiselot et le ruisseau des Sept Fontaines.
L'Apance, d'une longueur de 34 km, prend sa source dans la commune de Serqueux et se jette  dans la Saône à Châtillon-sur-Saône, après avoir traversé huit communes. 

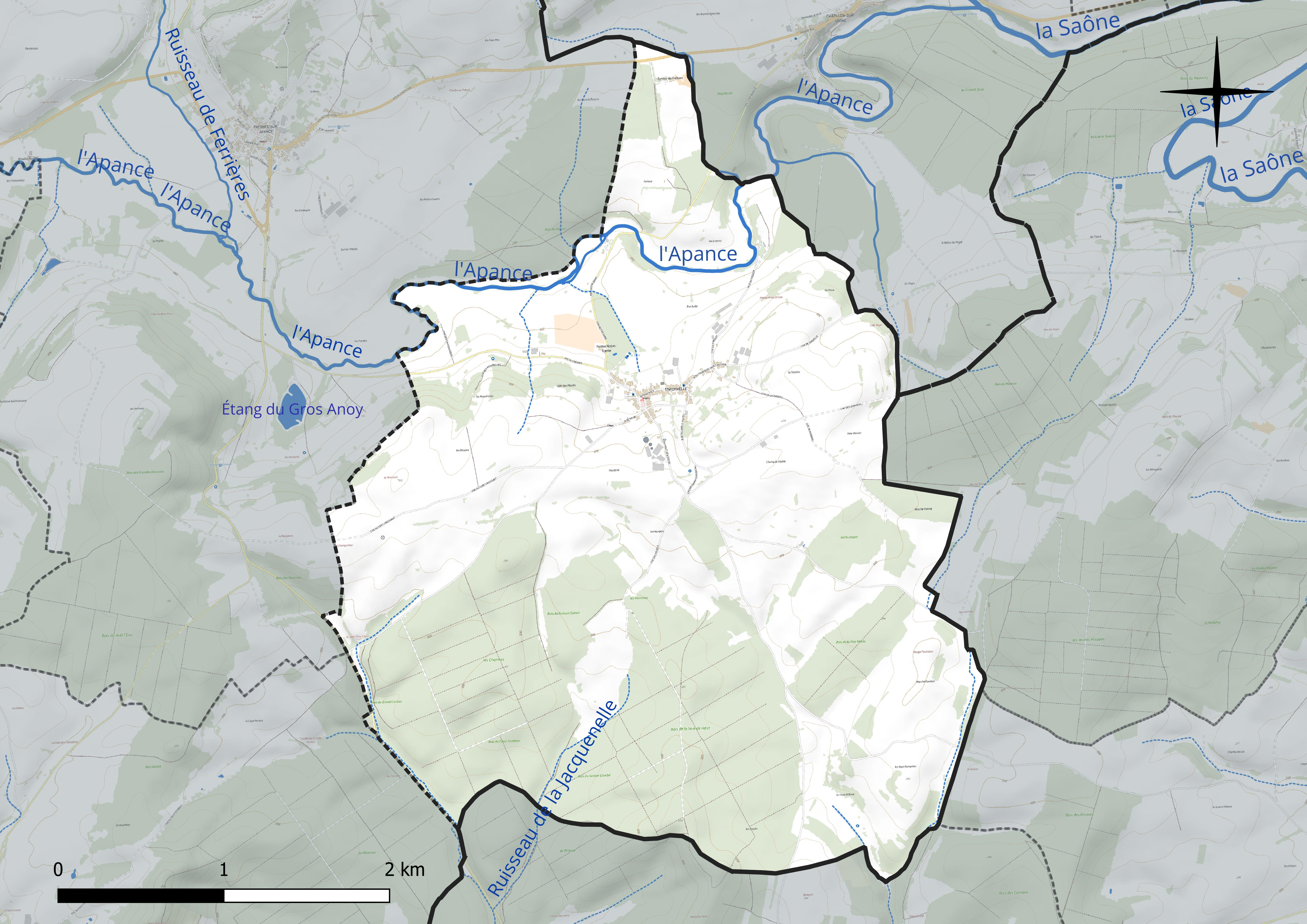
Réseau hydrographique d'Enfonvelle.

### Climat
Pour des articles plus généraux, voir Climat du Grand Est et Climat de la Haute-Marne.
En 2010, le climat de la commune est de type climat des marges montargnardes, selon une étude du Centre national de la recherche scientifique s'appuyant sur une série de données couvrant la période 1971-2000. En 2020, Météo-France publie une typologie des climats de la France métropolitaine dans laquelle la commune est exposée à un climat océanique altéré et est dans la région climatique  Lorraine, plateau de Langres, Morvan, caractérisée par un hiver rude (1,5 °C), des vents modérés et des brouillards fréquents en automne et hiver. 
Pour la période 1971-2000, la température annuelle moyenne est de 9,8 °C, avec une amplitude thermique annuelle de 17,2 °C. Le cumul annuel moyen de précipitations est de 929 mm, avec 12,9 jours de précipitations en janvier et 9,3 jours en juillet. Pour la période 1991-2020, la température moyenne annuelle observée sur la station météorologique de Météo-France la plus proche, « Fayl-Billot_sapc », sur la commune de Fayl-Billot à 25 km à vol d'oiseau, est de 10,5 °C et le cumul annuel moyen de précipitations est de 995,6 mm. 
La température maximale relevée sur cette station est de 38,5 °C, atteinte le 25 juillet 2019 ; la température minimale est de −16,1 °C, atteinte le 24 décembre 2001,,. 
Les paramètres climatiques de la commune ont été estimés pour le milieu du siècle (2041-2070) selon différents scénarios d'émission de gaz à effet de serre à partir des nouvelles projections climatiques de référence DRIAS-2020. Ils sont consultables sur un site dédié publié par Météo-France en novembre 2022.

## Urbanisme

### Typologie
Au 1er janvier 2024, Enfonvelle est catégorisée commune rurale à habitat très dispersé, selon la nouvelle grille communale de densité à sept niveaux définie par l'Insee en 2022.
Elle est située hors unité urbaine et hors attraction des villes,.

### Occupation des sols
L'occupation des sols de la commune, telle qu'elle ressort de la base de données européenne d’occupation biophysique des sols Corine Land Cover (CLC), est marquée par l'importance des territoires agricoles (63,9 % en 2018), en diminution par rapport à 1990 (65,5 %). La répartition détaillée en 2018 est la suivante : 
prairies (49,1 %), forêts (33,3 %), terres arables (12,2 %), zones agricoles hétérogènes (2,6 %), zones urbanisées (2,1 %), milieux à végétation arbustive et/ou herbacée (0,7 %). L'évolution de l’occupation des sols de la commune et de ses infrastructures peut être observée sur les différentes représentations cartographiques du territoire : la carte de Cassini (XVIIIe siècle), la carte d'état-major (1820-1866) et les cartes ou photos aériennes de l'IGN pour la période actuelle (1950 à aujourd'hui).

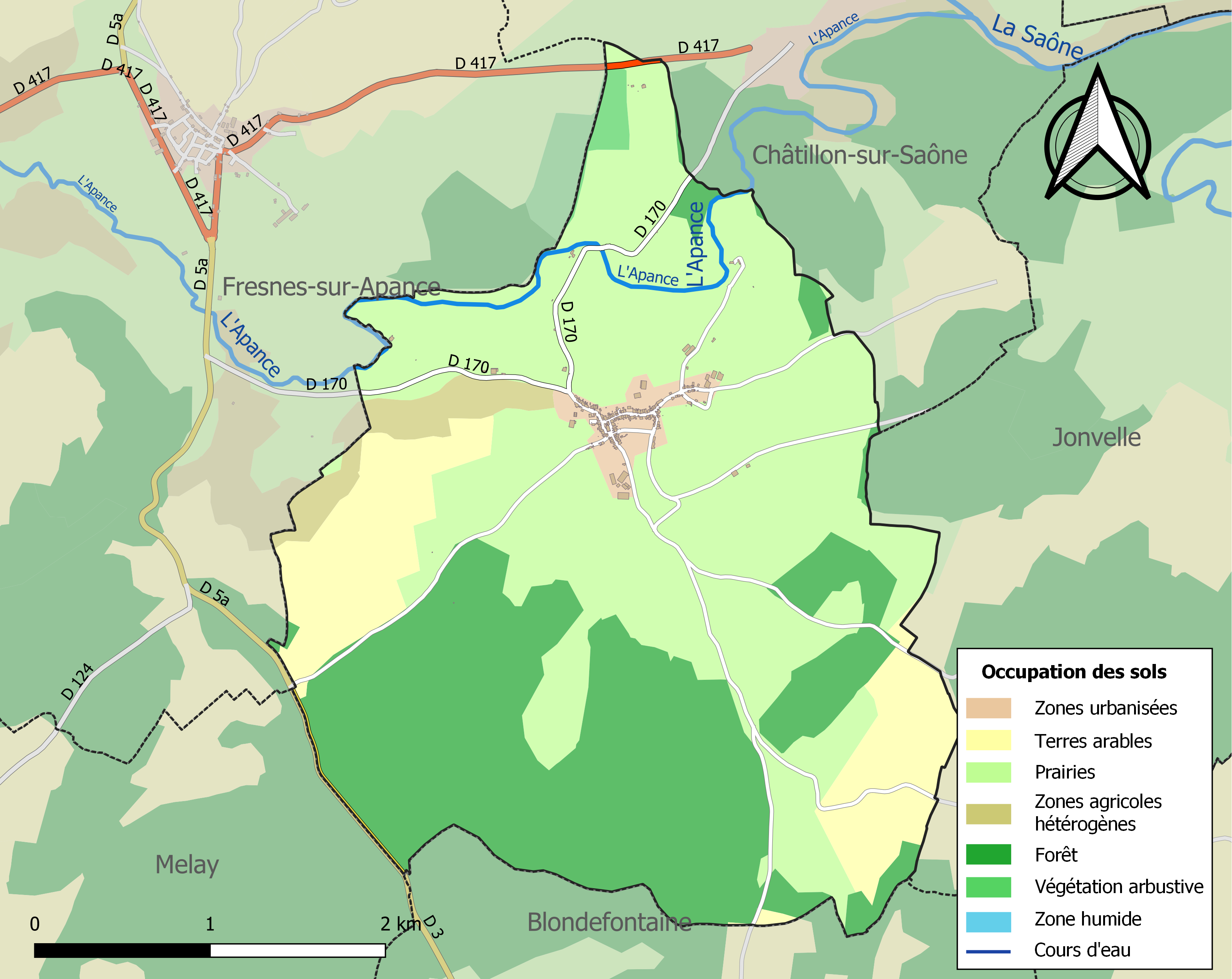
Carte des infrastructures et de l'occupation des sols de la commune en 2018 (CLC).

## Toponymie
Le nom de la localité est attesté sous les formes Offonis villa (VIIe siècle) ; Anfonisvilla (1212) ; Amphonisvilla (1240) ; Anfonvile (1249) ; Anfunvile (1250) ; Affonivilla (1252) ; Enfon Ville (1276-78) ; Anfonville (1410) ; Amphonville (1418) ; Anfonvelle (1438) ; Anffonville (1442) ; Anffonvelle (1445) ; Enfonvelle (1491) ; Enffonvelle (1498) ; Anfonvilla (1545) ; Enfonville (1700) ; Amfonvelle (1770).

## Histoire
voir l'Histoire de Jonvelle des abbés Coudriet et Chatelet en 1864

## Politique et administration

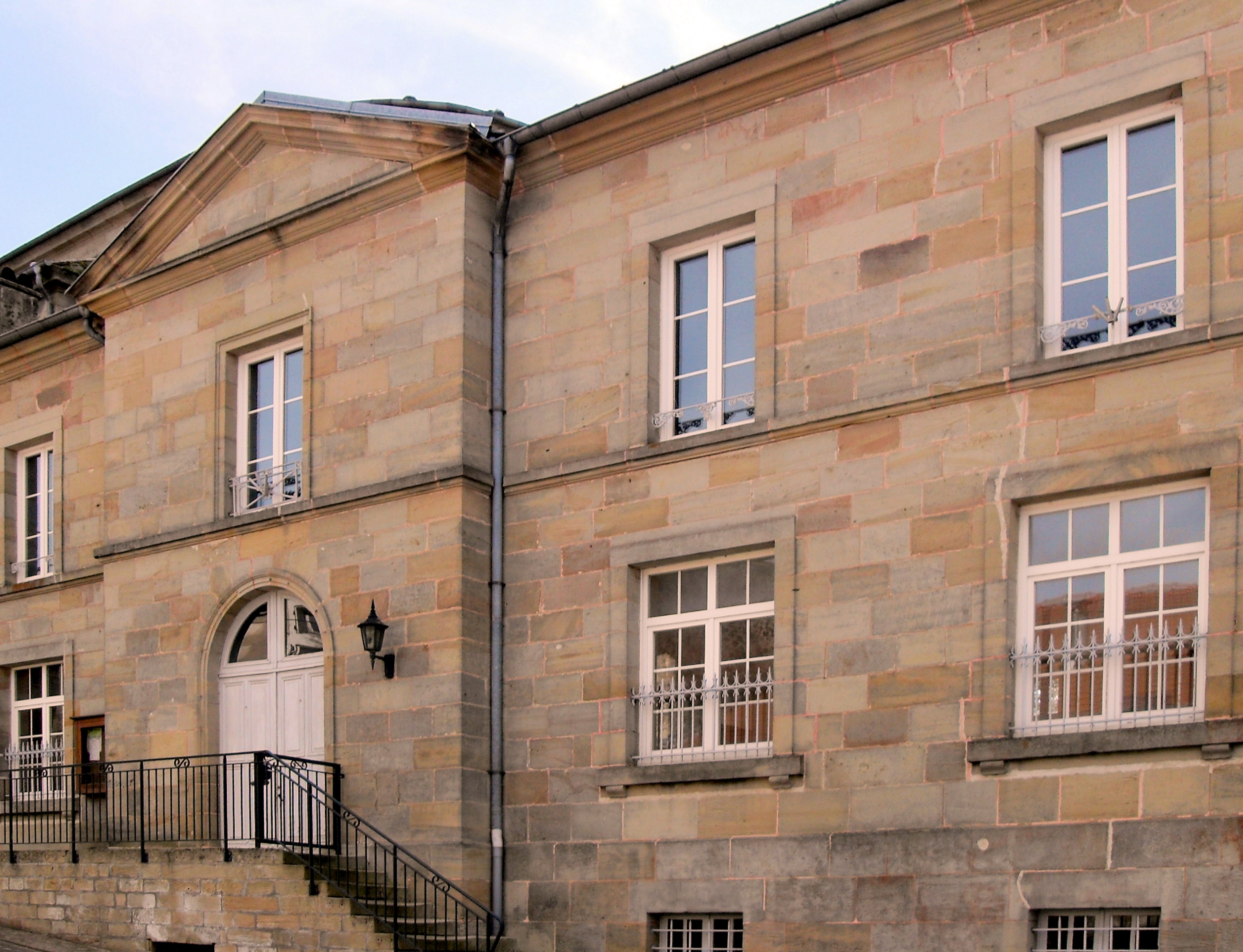
La mairie.

### Liste des maires
| Période                                  | Période   | Identité                | Étiquette | Qualité             |
| ---------------------------------------- | --------- | ----------------------- | --------- | ------------------- |
| Les données manquantes sont à compléter. |           |                         |           |                     |
| mars 1995                                | mars 2008 | Marcel Richard (?-2018) | UMP       | Retraité            |
| mars 2008                                | En cours  | Jean-Claude Henry       |           | Exploitant agricole |

## Population et société

### Démographie
L'évolution du nombre d'habitants est connue à travers les recensements de la population effectués dans la commune depuis 1793. Pour les communes de moins de 10 000 habitants, une enquête de recensement portant sur toute la population est réalisée tous les cinq ans, les populations de référence des années intermédiaires étant quant à elles estimées par interpolation ou extrapolation. Pour la commune, le premier recensement exhaustif entrant dans le cadre du nouveau dispositif a été réalisé en 2006.

En 2022, la commune comptait 71 habitants, en évolution de +1,43 % par rapport à 2016 (Haute-Marne : −4,62 %, France hors Mayotte : +2,11 %).
| 1793 | 1800 | 1806 | 1821 | 1831 | 1836 | 1841 | 1846 | 1851 |
| ---- | ---- | ---- | ---- | ---- | ---- | ---- | ---- | ---- |
| 450  | 492  | 510  | 494  | 566  | 552  | 586  | 570  | 582  |

| 1856 | 1861 | 1866 | 1872 | 1876 | 1881 | 1886 | 1891 | 1896 |
| ---- | ---- | ---- | ---- | ---- | ---- | ---- | ---- | ---- |
| 499  | 503  | 516  | 516  | 501  | 503  | 462  | 439  | 413  |

| 1901 | 1906 | 1911 | 1921 | 1926 | 1931 | 1936 | 1946 | 1954 |
| ---- | ---- | ---- | ---- | ---- | ---- | ---- | ---- | ---- |
| 386  | 374  | 353  | 304  | 279  | 281  | 269  | 237  | 210  |

| 1962 | 1968 | 1975 | 1982 | 1990 | 1999 | 2006 | 2011 | 2016 |
| ---- | ---- | ---- | ---- | ---- | ---- | ---- | ---- | ---- |
| 191  | 175  | 139  | 134  | 119  | 104  | 85   | 75   | 70   |

| 2021 | 2022 | - | - | - | - | - | - | - |
| ---- | ---- | - | - | - | - | - | - | - |
| 68   | 71   | - | - | - | - | - | - | - |

## Culture locale et patrimoine

### Lieux et monuments
- Maison seigneuriale d'Enfonvelle, inscrite à l'inventaire des Monuments historique par arrêté du 17 février 2010.
- Église Saint-Léger.
- Lavoir.

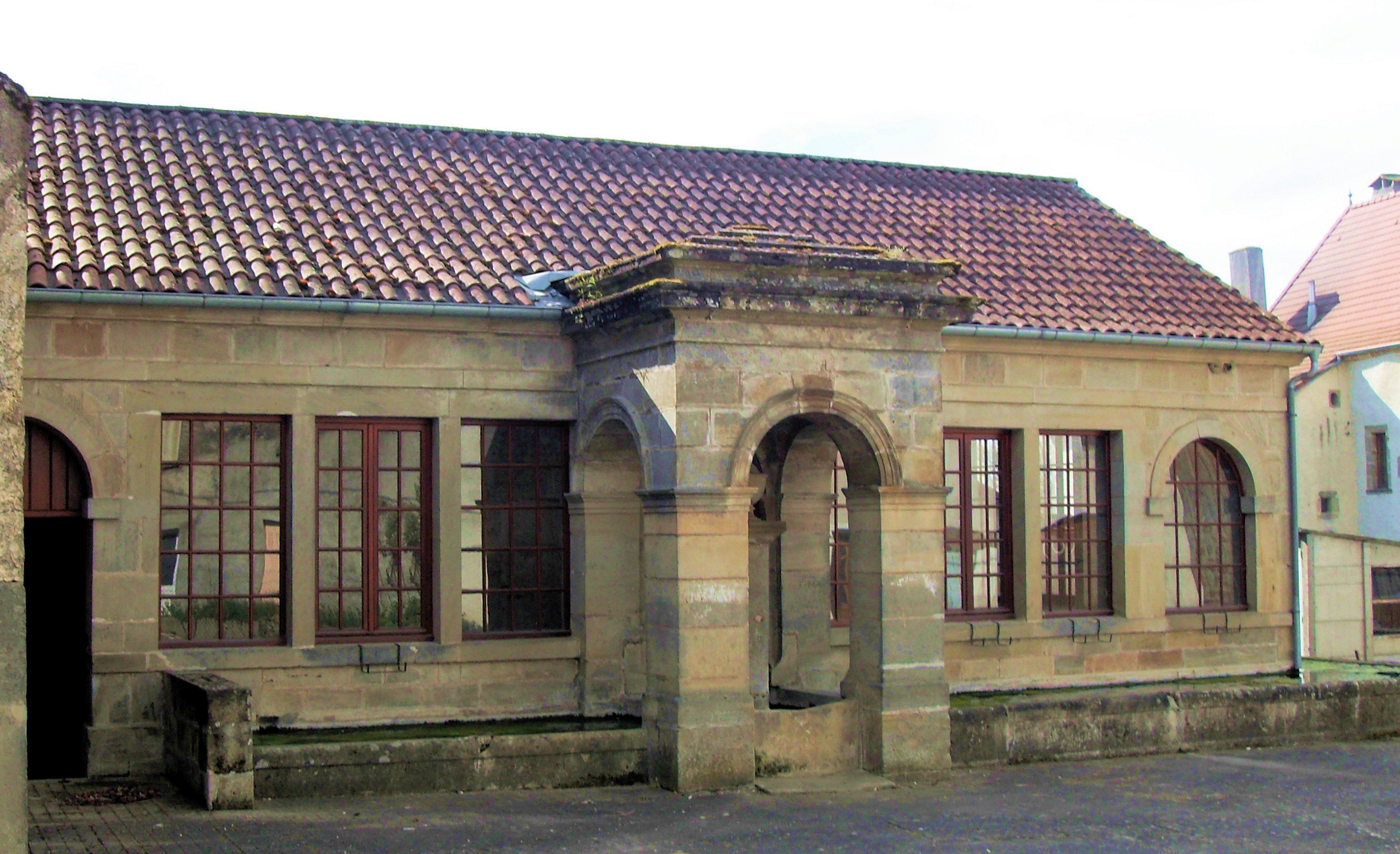
Lavoir d"Enfonvelle
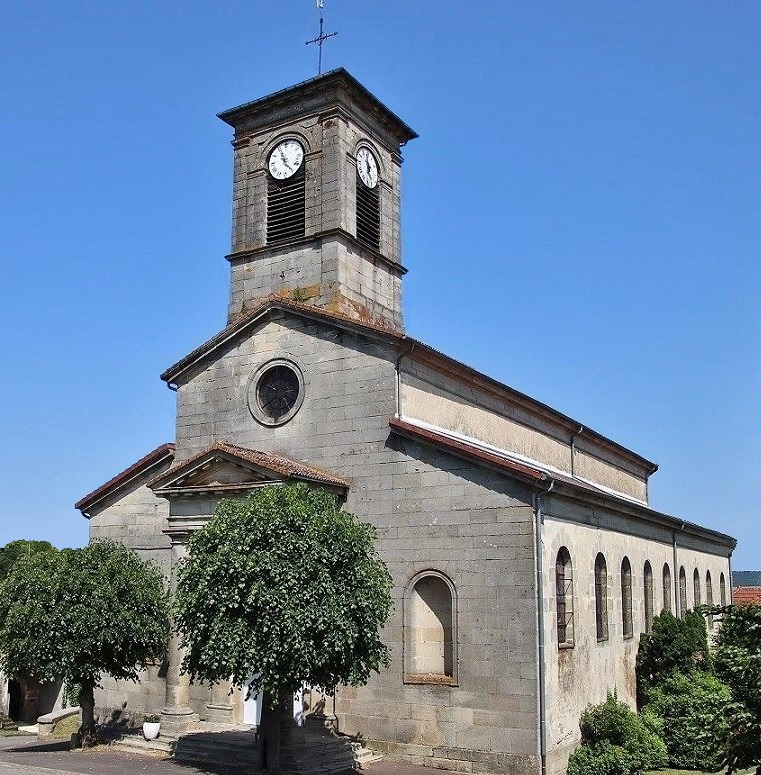
L'église Saint-Léger